# Phoronix
Phoronix — web-ресурс, освещающий темы, связанные с развитием дистрибутивов Linux. На сайте публикуются обзоры операционных систем, интервью с разработчиками, тесты производительности различных аппаратных средств и другая информация. Ресурс начал свою работу в Июне 2004 года. Автором проекта выступил Майкл Ларабел. Сегодня он занимает должность главного редактора проекта. Название ресурса является так называемым словом-бумажником и состоит из предисловия «phoro-» и сокращения «*NIX» (от Unix), что буквально можно толковать, как движение Unix. Phoronix — это один из немногих проектов, которые помимо всего прочего уделяют в своих обзорах внимание работе с системой Linux конкретных аппаратных средств. В особенности стоит отметить статьи о различных графических картах.
Ресурс активно развивается, новые материалы публикуются ежедневно.

## История
Ресурс начал свою работу 5 июня 2004 года и содержал изначально небольшое количество обзоров. В результате анализа сторонних ресурсов было принято решение посвятить Phoronix целиком обзорам системы Linux, поскольку на тот момент альтернативные операционные системы освещались в интернете достаточно слабо. В настоящее время можно заметить значительный перевес статей о работе с аппаратными средствами компьютерами под управлением Linux (предпочтение довольно часто отдаётся дистрибутиву Ubuntu). Наибольшую известность среди пользователей получили статьи о работе графических чипов компаний ATI и NVIDIA и сравнение возможностей драйверов этих устройств. Некоторые издания цитировали статьи Phoronix (к примеру, CNET News и Slashdot).
В июне 2006 года на сайте был открыт форум.
В сети Интернет постоянно возникают споры о качестве проприетарных драйверов видеокарт ATI и NVIDIA для систем Linux. Вероятно в связи с этим основателем Phoronix Майклом Лэребалом был открыт блог, в котором он подробно описывал свой опыт по замене видеокарт NVIDIA видеокартами компании ATI. В период с 1 июня по 20 июля 2006 года блог ежедневно обновлялся, информируя читателей о положительных и отрицательных сторонах использования проприетарного драйвера ATI.
20 апреля 2007 года было объявлено об обновлении сайта. Помимо статей на сайте начали публиковать новости. Также появились обзоры о работе операционной системы Solaris с различным аппаратным обеспечением.
29 июля 2009 года сайтом была анонсирована собственная система PTS Desktop Live. Создана она на базе ядра Linux и предназначена для выполнения тестов (бенчмарков) с использованием Phoronix Test Suite.
31 марта 2010 года Майкл Ларабел объявил о своём намерении отправиться в зону Чернобыльской АЭС, чтобы сделать там снимки высокого качества и выложить их на сайте Phoronix. На следующий день начал свою работу ресурс Chernobyl2010.com Архивная копия от 26 февраля 2020 на Wayback Machine. По возвращении домой, 7 апреля 2010 года, Майкл выложил все фотографии на сайте. Интерес к этому событию был так велик, что сервера не выдержали поток пользователей и сайт Phoronix был некоторое время недоступен.
В 2008 году на сайте появилось сообщение о том, что Valve, вероятно, разрабатывает Steam для системы Linux. Причина была в файлах, которые Майкл обнаружил в демоверсии игры Left 4 Dead. Позднее на Phoronix не раз писали о том, что в клиенте Steam для Mac найдены ссылки, явно указывающие на работу Valve по разработке Steam для Linux. Эти факты подтверждали и другие ресурсы. 12 мая 2010 года на сайте появилась информация о том, что представители Valve официально подтвердили намерение выпустить Steam для Linux . Однако 23 августа 2010 года на сайте Engadget были опубликованы слова Дага Ломбарди, менеджера Valve по связям с общественностью. Он утверждал, что в данный момент Valve не ведёт никаких разработок Steam для Linux.

## Phoronix Test Suite
5 июня 2008 был анонсирован первый релиз Phoronix Test Suite — комплекса тестов для определения характеристик используемого аппаратного и программного обеспечения. Версия 1.0 включает в себя 23 различных набора тестов. Данное программное обеспечение доступно под лицензией GPLv3.
Позже был открыт облачный сервис OpenBenchmarking.org, работающий с Phoronix Test Suite. Это платформа, которая позволяет пользователям публиковать собственные результаты бенчмарков.
К версии 4.0 (июль 2012)  PTS содержит более 220 тестовых профилей и более 60 тестовых пакетов. Среди них: MEncoder, FFmpeg, Doom 3, Nexuiz, Enemy Territory: Quake Wars.